# Underworld: Evolution
Underworld: Evolution – film z 2006 roku w reżyserii Lena Wisemana, sequel filmu Underworld oraz Underworld: Bunt lykanów.

## Fabuła
Film opowiada dalsze losy Seleny i Michaela, przedstawione w poprzedniej części. Po zabiciu Viktora Selena i Michael ukrywają się w kryjówce wampirów. Przebudzony Marcus zabija Kravena, oraz wiernych mu wampirów, korzystając z informacji od Kravena ściga Selenę, która okazuje się być córką budowniczego więzienia Williama, brata bliźniaka Marcusa będącego pierwszym Lykaninem. Michael nie mogąc zaakceptować swojego nowego życia, udaje się do baru, gdzie daje się rozpoznać policjantom którzy oglądając telewizję rozpoznali go jako poszukiwanego zbiega. Po walce z Policją i Marcusem który przybył na konfrontację, główni bohaterowie, trafiają najpierw do opuszczonej fabryki, a później do miejsca odosobnienia Andreasa Tanisa, którego Selena kilka wieków wcześniej, wypełniając rozkaz Viktora, zesłała na wygnanie. Ten po odkryciu jego współpracy z Lykanami, kieruje ich do Lorenza Macaro, który okazuje się być Alexandrem Corvinusem, pierwszym nieśmiertelnym i ojcem Marcusa i Williama, a także przodkiem Michaela. Marcus podążając za Seleną zabija Tanisa, i korzystając z wspomnień zawartych w jego krwi, odnajduje drogę do Seleny. W trakcie walki na statku Alexandra, Marcus zabija Michaela i ciężko rani ojca i Selenę, zdobywając przy tym informację o miejscu przetrzymywania swojego brata. Alexander wiedząc że umiera każe swoim żołnierzom, przyprowadzić Selenę i pozwala jej napić się jego krwi, która zwielokrotnia jej siły i daje równą szansę w walce z Marcusem, po wszystkim Selena i oddział komandosów Alexandra odlatują śmigłowcem, a Alexander popełnia samobójstwo, korzystając ze swojego nowoczesnego granatu. Selena wraz z żołnierzami i ciałem Michaela dociera do starego zamku, który okazuje się być miejscem przetrzymywania Williama, jednak Marcus przybywa wcześniej i korzystając z kluczy zabranych Alexandrowi i Michaelowi, uwalnia Williama który atakując grupę przybyłą z Seleną, zmienia ich w Lykanów. Podczas walki pomiędzy siłami Marcusa i Seleną, ciało Michaela regeneruje się i ten powraca do życia. Skacząc z helikoptera staje do walki z Williamem i zabija go, Marcus w gniewie ściąga śmigłowiec w dziurę w dziedzińcu zamku, i próbuje zabić Selenę o kręcący się jeszcze rotor wirnika, jednak wykorzystując umiejętności nabyte od Alexandra, Selena zabija Marcusa wpychając go na śmigła helikoptera. W ostatniej scenie Selena pokazuje Michaelowi że słońce nie robi jej żadnej krzywdy, wystawiając rękę na promienie wstającego dnia.

## Obsada
- Kate Beckinsale – Selene
- Scott Speedman – Michael Corvin
- Tony Curran – Marcus Corvinus
- Derek Jacobi – Alexander Corvinus
- Bill Nighy – Viktor
- Steven Mackintosh – Andreas Tanis
- Shane Brolly – Kraven
- Brian Steele – William Corvinus
- Zita Görög: – Amelia
- Scott McElroy – Soren
- John Mann – Samuel
- Michael Sheen – Lucian
- Sophia Myles – Erika
- Richard Cetrone – Pierce
- Mike Mukatis – Taylor

## Box office
| Świat | 111 340 801 USD |

## Zdjęcia
Zdjęcia do filmu realizowane były na terenie Węgier (Budapeszt), Kanady (Britannia Beach – dystrykt regionalny Squamish-Lillooet, Vancouver).